# Beckham World of Sport
Beckham World of Sport é uma academia, centro de esportes e estádio de futebol para jogadores profissionais e crianças em construção no Cabo de São Roque, na cidade de Natal, capital do estado do Rio Grande do Norte, no Brasil.
O complexo é patrocinado pelo jogador inglês David Beckham que visitou a cidade de Natal em janeiro de 2008 para o lançamento do projeto.
World of Sport faz parte do resort chamado "Cabo São Roque" que também encontra-se em construção.